# China Unicom
China Unicom, (China United Telecommunications Corporation) är ett av Kinas största telekommunikationsföretag, sett till antal kunder. Bolaget har över 100 miljoner mobilabonnemang i drift.

## Produkter och tjänster

### Markbunden telefoni
I oktober 2008 hade operatören 106,5 miljoner abonnenter.

### Bredband
I oktober 2008 hade operatören 25,2 miljoner abonnenter.

### Mobiltelefoni
Bolaget driver ett GSM-baserat mobiltelefonnät. Fram till hösten hade bolaget även ett CDMA-baserat mobilnät som togs över av China Telecom. I början av år 2009 tilldelades operatören en licens för att bygga och driva ett nationellt UMTS-nät.

#### Antal mobilkunder

##### 2009
- 31 mars: 137,692 miljoner (GSM)
- 28 februari: 135,844 miljoner (GSM)
- 31 januari: 134,204 miljoner (GSM)

##### 2008
- 31 december: 133,365 miljoner (GSM)
- 30 november: 132,941 miljoner (GSM)
- 31 oktober: 131,945 miljoner (GSM)
- 30 september: 130,726 miljoner + 41,732 miljoner CDMA
- 31 augusti: 129,460 miljoner GSM + 42,358 miljoner CDMA
- 31 juli: 128,551 miljoner GSM + 42,756 miljoner CDMA
- 30 juni: 127,599 miljoner GSM + 43,169 miljoner CDMA
- 31 maj: 126,525 miljoner GSM + 43,153 miljoner CDMA
- 30 april: 125,434 miljoner GSM + 43,098 miljoner CDMA
- 31 mars: 124,225 miljoner GSM + 42,809 miljoner CDMA
- 29 februari: 122,901 miljoner GSM + 42,508 miljoner CDMA
- 31 januari: 121,689 miljoner GSM + 42,230 miljoner CDMA

Fördelningen mellan kontantkort och kontrakt under 2008 var ungefär:
- GSM: 50 / 50 (kontrakt / kontant)
- CDMA: 90 / 10 (kontrakt / kontant)

##### 2007
- 31 december: 119,184 miljoner GSM + 41,097 miljoner CDMA